# Eberstetten (Pfaffenhofen an der Ilm)
Eberstetten ist ein Ortsteil der oberbayerischen Stadt Pfaffenhofen an der Ilm, der circa vier Kilometer östlich der Kreisstadt liegt.

## Geschichte
Die 1818 mit dem bayerischen Gemeindeedikt begründete Gemeinde Eberstetten mit den Gemeindeteilen Kuglhof, Siebenecken, Weihern und Zweckhof verlor am 1. Januar 1972 ihre Selbständigkeit und wurde in die Kreisstadt Pfaffenhofen an der Ilm eingegliedert, während Frickendorf zu Schweitenkirchen eingemeindet wurde.

## Sehenswürdigkeiten
Die Backsteinkapelle stammt von 1869.

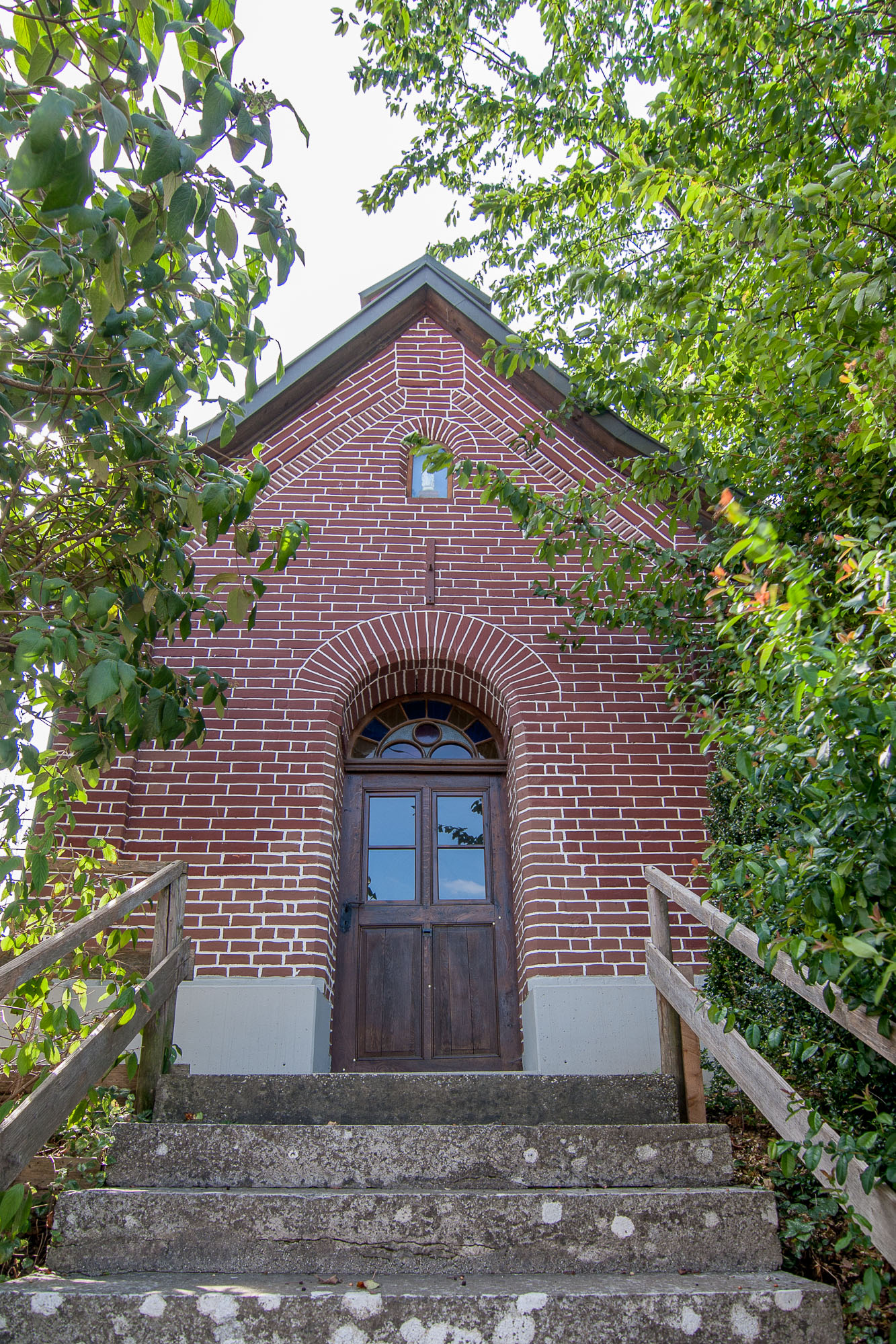
Backsteinkapelle in Eberstetten
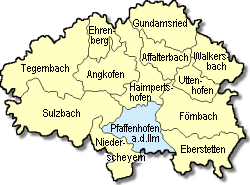
Eingemeindungen nach Pfaffenhofen an der Ilm in der Gebietsreform